# سيزار كرسبو
سيزار كرسبو (بالإنجليزية: César Crespo) هو لاعب كرة قاعدة أمريكي، ولد في 23 مايو 1979 في ريو بيدراس ‏ في بورتوريكو.

## وصلات خارجية
- سيزار كرسبو على موقعبيزبول رفرنس.كوم (الدوري الرئيسي) (الإنجليزية)
- سيزار كرسبو على موقعبيزبول رفرنس.كوم (الدوري الثانوي) (الإنجليزية)